# Perdiz-cambojana
Perdiz-cambojana, perdiz-de-cabeça-alaranjada ou perdiz-montesa-de-cabeça-castanha (Arborophila cambodiana) é uma espécie de ave da família Phasianidae.

## Taxonomia
São reconhecidas duas subespécies:
- A. c. cambodiana (Delacour & Jabouille, 1928)
- A. c. chandamonyi (Eames J.C., Steinheimer, & Bansok, 2002)

## Distribuição e habitat
Pode ser encontrada nos seguintes países: Camboja e Tailândia.
Os seus habitats naturais são: florestas subtropicais ou tropicais húmidas de baixa altitude e regiões subtropicais ou tropicais húmidas de alta altitude.
Esta espécie está ameaçada por perda de habitat.